# Nomopleus
Nomopleus là một chi bọ cánh cứng trong họ 
Elateridae.
Chi này được miêu tả khoa học năm 1891 bởi Candèze.

## Các loài
Các loài trong chi này gồm:
- Nomopleus argentatus (Candèze, 1863)
- Nomopleus elongatus Schwarz, 1902
- Nomopleus guerini Candèze
- Nomopleus insularis Candèze, 1889